# الکساندر راجرز
الکساندر راجرز (انگلیسی: Alexander Rogers; ۱۴ آوریل ۱۸۶۷ – ۱۹ فوریهٔ ۱۹۳۴) ورزشکار اهل بریتانیا بود.
وی در مسابقات کشوری و بین‌المللی در مجموع برندهٔ ۱ مدال برنز شده‌است.